# Teinobasis suavis
Teinobasis suavis – gatunek ważki z rodziny łątkowatych (Coenagrionidae).